# Pasta al pomodoro
La pasta al pomodoro, o pasta al sugo per antonomasia, è un primo piatto della cucina italiana, formato da pasta condita con salsa di pomodoro e foglie di basilico.
Il primo riferimento scritto al sugo di pomodoro in un piatto di pastasciutta è nella seconda edizione dell'Apicio Moderno, pubblicato da Francesco Leonardi nel 1837-1838, in cui questo piatto è considerato una variante della ricetta dei "maccaroni alla Napolitana".

## Preparazione
La pasta al pomodoro è un piatto povero che richiede pochi ingredienti, pertanto è spesso soggetto alla personalizzazione di chi la cucina.
Questa è una versione generica del piatto:
Bollire un qualsiasi formato di pasta in acqua salata. Nel mentre, scaldare dell'olio in un tegame e farci soffriggere dell'aglio che si potrà togliere una volta imbrunito o lasciare. Aggiungere al tegame della salsa di pomodoro che, volendo, si può allungare con poca acqua (spesso se ne versa un po' nel contenitore dove era conservato il sugo e si sciacqua direttamente nel tegame per mettere ogni residuo). Lasciar cuocere la salsa a fuoco basso con foglie di basilico, sale e (opzionale) dello zucchero per togliere l'acidità in eccesso. Scolare la pasta e condirla con la salsa. Servire con del formaggio grattugiato e del basilico per ultimare il piatto.